# بابا بروكس
بابا بروكس (بالإنجليزية: Oswald Brooks)‏ هو بواق جامايكي، ولد في 1935 في كينغستون في جامايكا.

## وصلات خارجية
- بابا بروكس على موقع ميوزك برينز (الإنجليزية)
- بابا بروكس على موقع ديسكوغز (الإنجليزية)